# Lo stato dell'arte (romanzo)
Lo stato dell'arte (The State of the Art) è un romanzo breve di  fantascienza dello scrittore scozzese Iain M. Banks pubblicato per la prima volta nel 1989.
È ambientato nell'universo del Ciclo della Cultura.

## Storia editoriale
Fu pubblicato nel 1989 come opera unica, 400 copie di questa edizione, dotate di custodia, furono autografate da Banks e dall'autore della copertina Arnie Fenner. 
In seguito l'opera è stata pubblicata come parte dell'omonima antologia; con le sue 100 pagine circa costituisce la maggior parte del libro.
La traduzione italiana di Anna Feruglio Dal Dan è stata pubblicata dalla Fanucci Editore nel 2001, nel volume n. 15 della collana Solaria, come parte dell'omonima antologia.

## Trama
Il romanzo racconta una missione della Cultura sulla Terra, alla fine degli anni settanta e il dibattito sull'approccio da adottare:
Sma ritiene che la Cultura debba prendere contatto con la Terra per cercare di porre rimedio ai disastri causati dalla specie umana; un altro cittadino della Cultura, Linter, diventa un nativo ed arriva a rinunciare ai miglioramenti del suo corpo ricevuti dalla Cultura per essere più simile ai locali; un terzo, Li, afferma che la "specie incontestabilmente nevrotica e clinicamente malata" debba essere interamente sradicata con un micro buco nero, ma nessuno lo prende sul serio. 
La Mente della nave Arbitraria ha idee e un senso dell'umorismo proprio.
(Iain M. Banks, The State of the Art)
Alla fine la nave decide di non prendere contatto o intervenire in alcun modo, ma di utilizzare la Terra come gruppo di controllo per confronto a lungo termine tra i casi di intervento e quelli di non interferenza della Cultura.

## Collegamenti con altre opere dell'autore
Può essere considerato il prequel di La guerra di Zakalwe, del quale presenta due personaggi: Diziet Sma e il drone Skaffen-Amtiskaw.
Lo studioso a cui Sma manda la lunga lettera è menzionato anche nella sezione appendici del primo romanzo sulla Cultura scritto dall'autore: Il mondo di Schar.

## Adattamenti
The State of the Art fu adattato da Paul Cornell per il programma radiofonico Afternoon Play della BBC Radio 4 e trasmesso il 5 marzo 2009 diretto da Nadia Molinari, i principali membri del cast furono:
- la nave - Antony Sher,
- Diziet Sma - Nina Sosanya,
- Dervley Linter - Paterson Joseph,
- Li - Graeme Hawley,
- Tel - Brigit Forsyth,
- Sodel - Conrad Nelson.[3]